# Ривицкое сельское поселение
Ри́вицкое се́льское поселе́ние (карел. Riivičän kyläkunda) — упразднённое муниципальное образование в составе Максатихинского района Тверской области.

На территории поселения находятся 21 населенный пункт. Центр поселения — посёлок Ривицкий.

Образовано в 2005 году, включило в себя территорию Ривицкого сельского округа.

## Географические данные
- Общая площадь: 211,6 км².
- Нахождение: юго-западная часть Максатихинского района.
  - Граничит:
    - на севере — с Кострецким СП,
    - на востоке — с Пальчихинским СП и Трестенским СП,
    - на юге — с Лихославльским районом, Толмачевское СП,
    - на западе — со Спировским районом, Козловское СП.

Главная река — Ривица.

По территории поселения проходит автодорога «Рамешки—Максатиха».

## История
Законом Тверской области от 8 октября 2014 года № 74-ЗО, муниципальные образования Зареченское сельское поселение, Кострецкое сельское поселение, Пальчихинское сельское поселение, Ривицкое сельское поселение и Трестенское сельское поселение преобразованы путём объединения во вновь образованное муниципальное образование Зареченское сельское поселение.

## Население
По переписи 2002 года — 989 человек, на 01.01.2008 — 954 человека.

Национальный состав: русские и тверские карелы.

## Населенные пункты
На территории поселения находятся следующие населённые пункты:
| №  | Тип нп | Название            | Население (2008 год) |
| -- | ------ | ------------------- | -------------------- |
| 1  | дер.   | Барсуки             | 0                    |
| 2  | дер.   | Большая Воздвиженка | 102                  |
| 3  | дер.   | Ветроломы           | 20                   |
| 4  | дер.   | Вязины              | 0                    |
| 5  | дер.   | Гористое            | 12                   |
| 6  | дер.   | Долгово             | 4                    |
| 7  | дер.   | Иванова Нива        | 2                    |
| 8  | дер.   | Иваньково           | 1                    |
| 9  | дер.   | Ключевка            | 0                    |
| 10 | дер.   | Коноплево           | 4                    |
| 11 | дер.   | Кулачиха            | 5                    |
| 12 | дер.   | Малая Воздвиженка   | 2                    |
| 13 | дер.   | Орешки              | 5                    |
| 14 | дер.   | Райда               | 0                    |
| 15 | дер.   | Райково             | 257                  |
| 16 | пос.   | Ривицкий            | 461                  |
| 17 | дер.   | Скирки              | 13                   |
| 18 | дер.   | Старое              | 8                    |
| 19 | дер.   | Строкина Горка      | 34                   |
| 20 | дер.   | Фенюшиха            | 20                   |
| 21 | дер.   | Шорды               | 4                    |

### Бывшие населенные пункты
На территории поселения исчезли деревни (хутора) Озро, Паржа, Сназино, Лосево, Гришина Нива и другие.

## История
В XIX — начале XX века деревни поселения относились к Трестенской и Рыбинской волостям Бежецкого уезда и Козловской волости Вышневолоцкого уезда Тверской губернии.
В 1940-50-е годы на территории поселения существовал Воздвиженский сельсовет Максатихинского района Калининской области.